# أوين كيلي
أوين كيلي (بالإنجليزية: Owen Kelly)‏ هو سائق سباق نيوزيلندي، ولد في 12 مارس 1977 في دافنبورت في أستراليا.

## وصلات خارجية
- أوين كيلي على موقع Racing-Reference.info (الإنجليزية)
- أوين كيلي على موقع DriverDB.com (الإنجليزية)